# Culex johni
Culex johni är en tvåvingeart som beskrevs av Garcia, Pulido F. och De Ugueto 1979. Culex johni ingår i släktet Culex och familjen stickmyggor.
Artens utbredningsområde är Venezuela. Inga underarter finns listade i Catalogue of Life.